# Anguilla (Insel)
Anguilla ist eine flache, längliche Insel im Karibischen Meer. Sie liegt etwa 8 km nördlich der Insel St. Martin. Zusammen mit über zwanzig unbewohnten und teilweise sehr kleinen Inseln und Cays bildet die Anguilla-Insel das gleichnamige Britische Überseegebiet Anguilla.

## Geographie
Anguilla ist eine aus Korallen und Kalkstein aufgebaute Insel. Der höchste Punkt liegt bei 65 m. Die Insel erstreckt sich in Südwest-Nordost-Richtung über eine Länge von etwa 25 km, die maximale Breite beträgt lediglich etwa 5 km. Ihre Fläche beträgt knapp 91 km².
Hauptort der Insel (und des gesamten Überseegebiets) ist The Valley.